# El Braya
El Braya è un comune dell'Algeria, situato nella provincia di Orano.